# Melanagromyza simmondsi
Melanagromyza simmondsi este o specie de muște din genul Melanagromyza, familia Agromyzidae, descrisă de Spencer în anul 1973. Conform Catalogue of Life specia Melanagromyza simmondsi nu are subspecii cunoscute.